# Gian Giacomo Caprotti da Oreno
Gian Giacomo Caprotti da Oreno, bijgenaamd Salaì (van Salaino wat duiveltje betekent) (Oreno da Vimercate, 1480 - 1524) was een Italiaanse assistent van de Italiaanse kunstenaar en wetenschapper Leonardo da Vinci. 

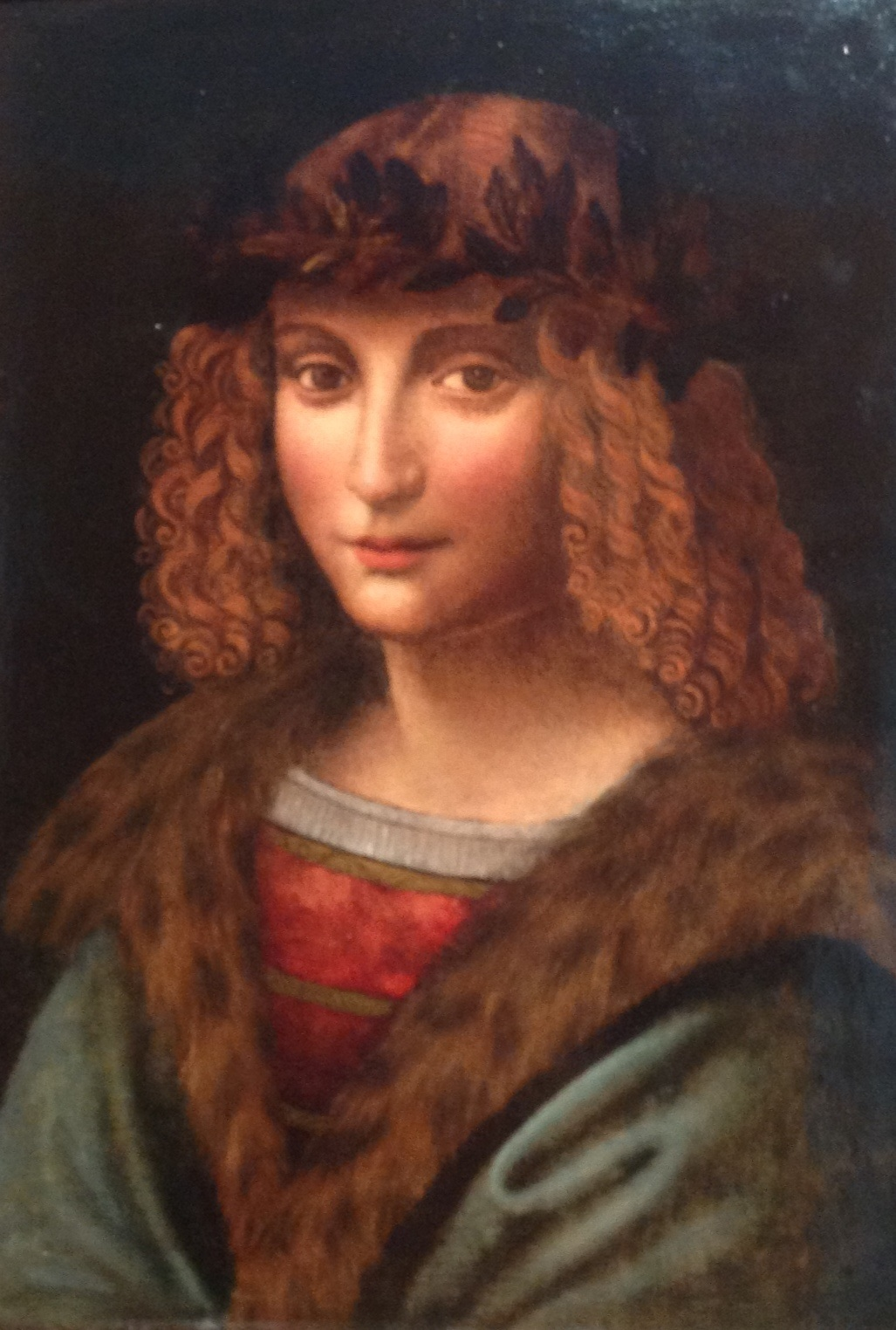
Salaino als vijftienjarige

Salaì werd Leonardo's assistent toen hij tien jaar oud was. Door Vasari werd hij beschreven als "een charmante en mooie jongeling met fijn krullend haar, wat Leonardo erg mooi vond." Leonardo kon niet altijd even goed met Salaì opschieten. Hij maakte een lijst van alle streken die de jongen had uitgehaald, en noemde hem daarbij "een dief, een leugenaar, koppig, en een gulzigaard." Het 'duiveltje' stal ten minste vijf keer geld en waardevolle spullen en kocht er veel dure kleding van, waaronder vierentwintig paar schoenen. Toch bleef Salaì dertig jaar Leonardo's gezel, bediende en assistent, en in Leonardo's notities zijn schetsen te vinden van een knappe puber met krulhaar.
Zijn naam komt ook doorgestreept voor op de achterkant van een erotische afbeelding (uit ongeveer 1513) van Da Vinci: De vleesgeworden engel. Dit wordt gezien als een geestige en onthullende parodie op Da Vinci's belangrijke werk Johannes de Doper, dat volgens kunstcritici zoals Martin Kemp en James Saslow doortrokken is van homo-erotiek. Een ander erotisch werk van Leonardo dat gevonden is op de achterkant van een blad in de Atlantische Codex, laat het achterwerk van Salaì zien waar een paar penissen op twee benen naartoe lopen (Augusto Marinoni, in "Io Leonardo", Mondadori, Milano 1974, pp.288, 310). Er wordt dan ook vermoed dat Leonardo da Vinci en Salaì een seksuele relatie hadden.